# Едвард Сонсяда
Е́двард Сонся́да (пол. Edward Sąsiada; 18 березня 1924, Львів — 23 лютого 1999, Торунь) — польський математик.

## Біографічні дані
Едвард Сонсяда народився у Львові. Закінчивши початкову школу, у 1936—1939 роках навчався в Львівській гімназії № 1 імені Миколая Коперника, а з осені 1939-го по червень 1941-го — у Львівській середній школі № 7. Під час німецької окупації він працював спершу учнем, а далі робітником майстерні ремонту військової автомобільної техніки у Львові. Після того як Львів зайняли радянські війська, у серпні 1944-го Сонсяду призвано працювати на Львівському танковому заводі. 1946 року він разом із батьками репатріювався до Гливиць, де після року навчання в загальноосвітньому ліцеї одержав атестат про середню освіту.
1947 року Едвард Сонсяда вступив на факультет математики, фізики і хімії Вроцлавського університету й 25 червня 1952 року здобув ступінь магістра математики на підставі праці «Про поділ і розділення замкнутими множинами», написаної під керівництвом професора Броніслава Кнастера.
У жовтні 1952 року він переїхав із Вроцлава до Торуня разом із Єжи Лоcем, який у той час почав організовувати групу науковців алгебраїчних досліджень.
Спочатку Едвард Сонсяда працював асистентом на кафедрі математики Торунського університету, а 1 січня 1953 року перейшов на роботу в новоствореному Торунському відділі Інституту математики ПАН, на якій перебував до виходу на пенсію в 1994 році. Він також читав лекції на теми монографій і провадив семінари в Інституті математики Торунського університету.
Під його керівництвом захистилися шість докторів наук.
1959 року Сонсяда під керівництвом професора Єжи Лося здобув докторський ступінь, а 1961-го габілітувався на підставі дисертації та дістав посаду доцента в Інституті математики Польської академії наук, а 1967 року — звання надзвичайного професора.

## Наукова діяльність
У колективі молодих науковців, який зібрав Єжи Лось, із самого початку Едвард Сонсяда досліджував спеціальні структурні проблеми абелевих груп. Ця діяльність значно пожвавилася завдяки встановленню зв'язку з угорськими математиками, які активно працювали в цій галузі, — Тібором Селе та Ласло Фуксом. Зокрема, Сонсяда розв'язав дві задачі Фукса: вирішив питання побудови двох груп, у яких кільця ендоморфізмів не ізоморфні, натомість адитивні групи цих кілець ізоморфні; навів приклад незвідної групи, адитивна група ендоморфізмів якої є звідною. Далі Сонсяда працював над питанням існування патологічних розкладів абелевих груп на прості суми відповідних підгруп. Об'єктом його роботи, зокрема, стала одна з головних проблем теорії абелевих груп — опис незвідних груп, так звана тестова задача Ірвіна Капланскі, а також побудова великих незвідних груп.
Наприкінці 1950-х — на початку 1960-х Сонсяда розвивав теорію кілець, написавши докторську й габілітаційну роботи під назвами «Про поділ змішаних груп» і «Прості й радикальні кільця в розумінні Якобсона». У 1960-му він першим подав приклад простого кільця без одиниці, яке дорівнює своєму радикалові Якобсона. Таке просте радикальне кільце названо іменем Сонсяди. Ця проблема чекала свого розв'язку більш як десять років. Також Сонсяда працював у галузі гомологічної алгебри та її застосування в топології. Формальним результатом цієї роботи та співпраці алгебраїстів з топологами стала наукова конференція, організована в Торуні в червні 1962 року на тему «Алгебраїчні методи в топології».
У другій половині 1960-х років Едвард Сонсяда зайнявся новими для себе галузями математики — ергодичною теорією, стохастичними процесами й динамічними системами.
Крім не алгебраїчних галузей математики, Сонсяда тривалий час співпрацював з торунськими фізиками, особливо з Романом Інгарденом, який 1976 року опублікував статтю про ентропію Колмогорова — Сіная — Сонсяди.
Наприкінці 1970-х важка хвороба перервала його наукові дослідження.
Едвард Сонсяда брав участь у конгресах та симпозіумах у Польщі й за кордоном. У 1950—1970 роках він кілька разів відвідував Угорщину. У 1960-61 роках стажувався в Московському університеті, а 1965 року — в Чиказькому університеті. У 1964-му взяв участь у Стокгольмському міжнародному математичному конгресі.
Едвард Сонсяда помер у Торуні 23 лютого 1999 року. Похований на цвинтарі святого Юрія.

## Нагороди і відзнаки
- Премія імені Стефана Банаха (1962)
- Нагорода від міністра вищої освіти за габілітаційну роботу (1964)
- Почесне членство в Польському математичному товаристві (1995)
- «Медаль за заслуги в розвитку університету» — від сенату Університету Миколи Коперника (1995)

## Наукові праці
- On abelian groups every countable subgroup of which is an endomorphic image, Bull. Acad. Polon. Sci. 2 (1954), 359—362.
- On the bases of modules over a principal ideał ring, Bull. Acad. Polon. Sci. 3 (1955), 477—478 (co-author: A. Mostowski).
- On abelian groups with hereditarily generating systems, Publ. Math. 4 (1956), 351—356 (co-authors: J. Łoś, Z. Słomiński).
- An application of Kulikov's basic subgroups in the theory of abelian mixed groups, Bull. Acad. Polon. Sci. 4 (1956), 411—413.
- On abelian groups with hereditarily generating systems, Publ. Math, Debrecen 4 (1956), 351—356 (co-authors: J. Łoś, Z. Słomiński).
- Construction of a direct indecomposable abelian group of a power higher than that of the continuum, Bull. Acad. Polon. Sci. 5 (1957), 701—703.
- Construction of directly indecomposable abelian groups of power higher than that of the continuum. II, Bull. Acad. Polon. Sci. 7 (1959), 23-26.
- Proof that every countable and reduced torsion-free abelian group is slender, Bull. Acad. Polon. Sci. 7 (1959), 143—144.
- On the isomorphism of decompositions of torsion-free abelian groups into complete directs sums of groups of rank one, Bull. Acad. Pol. Sci. 7 (1959), 145—149.
- On two problems concerning endomorphism groups, Ann. Sci. Budapest, de Rolando Eötvös Nominatae 2 (1959), 65-66.
- The complete direct sums of torsion-free abelian groups of rank 1 which are separable, Bull. Acad. Polon. Sci. 8 (1960), 1-2 (co-author: M. Król).
- Negative solution of I. Kaplansky's first test problem for abelian groups and a problem of K. Borsuk concerning cohomology groups, Bull. Acad. Polon. Sci. 9 (1961), 331—334.
- Solution of the problem of existence of simple radical ring, Bull. Acad. Polon. Sci. 9 (1961), 257.
- A note on Jacobson radical, Bull. Acad. Polon. Sci. 9 (1962), 421—423 (co-author: A. Suliński).
- Podstawowe pojęcia algebry homologicznej, Warszawa-Wrocław-Kraków, 1962 (współautor: S. Balcerzyk).
- Note on orderable groups, Ann. Univ. Sci. Budapest, de Rolando Eötvös Nominatae 7 (1964), 13-17 (co-author: L. Fuchs).
- An example of a simple radical ring, J. Algebra 5 (1967), 373—377 (co-author: P. M. Cohn).
- Jerzy Łoś, Nauka Polska 3 (1971), 113—116.
- Spectrum of abelian groups of transformations with completely positive entropy, Bull. Acad. Polon. Sci. 24 (1976), 683—689 (co-author: В. Kamiński).
- А notion of entropy which does not increase, Rep. Math. Phys. 10 (1976), 129—130.
- On the conjugacy of homeomorphisms of unit interval, Comment. Math. Prace Mat. 19 (1977), 365—371 (co-author: P. Jarek).
- On the existence of random fields with prescribed conditional probabilities, Comment. Math. Prace Mat. 21 (1979), 247—251 (co-author: P. Jarek).
- On the existence of random fields specified by a specification, Comment. Math. Prace Mat. 23 (1983), 117—120 (co-author: P. Jarek).
- Some remarks on the splitting problem for mixed abelian groups, Bull. Polish Acad. Sci. Math. 36 (1988), 383—389.